# Âu Trường Thanh
Âu Trường Thanh (5 tháng 5 năm 1925 – 12 tháng 4 năm 2009) là nhà kinh tế người Việt Nam gốc Minh Hương, cựu Bộ trưởng Bộ Kinh tế và Tổng Ủy viên Kinh tế Tài chánh Việt Nam Cộng hòa.

## Tiểu sử

### Thân thế và học vấn
Âu Trường Thanh sinh ngày 5 tháng 5 năm 1925 trong một gia đình gốc người Minh Hương. Phụ thân tên Âu Kiệt Lâm, là một trong những người sáng lập ra Minh Lý Đạo. Năm 1949, sau khi đỗ cử nhân luật, ông sang Pháp, làm và bảo vệ luận án kinh tế học tại Đại học Paris. Trở về Sài Gòn, ông làm chuyên viên kinh tế và giảng dạy tại Trường Đại học Luật khoa.

### Tham chính
Sau khi chính quyền Ngô Đình Diệm bị lật đổ vào cuối năm 1963, ông ra tham chính với chức vụ Bộ trưởng Bộ Kinh tế trong nội các lâm thời Nguyễn Ngọc Thơ từ tháng 11 năm 1963 đến tháng 2 năm 1964.:398 Dưới thời Nguyễn Khánh, ông vẫn tiếp tục làm Tổng trưởng Bộ Kinh tế trong nội các của tướng Khánh từ tháng 2 đến tháng 10 năm 1964.
Năm 1966, ông một lần nữa lại nhậm chức Tổng Ủy viên Kinh tế Tài chánh (tương đương Bộ trưởng) thuộc Ủy ban Hành pháp Trung ương (còn gọi là "Nội các chiến tranh") do Nguyễn Cao Kỳ lãnh đạo. Ông từ chức vào tháng 10 năm đó vì bất đồng với tướng Kỳ trong vụ xử lý khủng hoảng nội các liên quan đến hành động ỷ quyền của Đại tá Nguyễn Ngọc Loan.
Sau đó, Âu Trường Thanh bắt đầu dấn thân vào hoạt động chính trị. Năm 1967, ông dự định ra ứng cử Tổng thống Việt Nam Cộng hòa, chủ trương thương lượng với Mặt trận Dân tộc Giải phóng miền Nam Việt Nam nhưng bị ngăn cản, thế rồi chính quyền bèn ra lệnh bắt giữ ông vào tháng 9 năm 1967 vì khuynh hướng thiên tả và thân cộng.

### Cuối đời
Từ năm 1968, ông sang Pháp, tham gia vào những hoạt động của "thành phần thứ ba" nhằm tìm kiếm giải pháp chính trị cho vấn đề miền Nam Việt Nam. Song những cố gắng của ông cũng như của các tổ chức và cá nhân thuộc thành phần thứ ba đều thất bại do sự cự tuyệt của chính phủ Mỹ. Sau năm 1975, ông định cư vĩnh viễn tại Pháp và làm Tổng Giám đốc Công ty Sanyo - Pháp trước khi nghỉ hưu.
Ông qua đời ngày 12 tháng 4 năm 2009 (một số người cho là ngày 11 tháng 4) tại Pháp, hưởng thọ 84 tuổi. Đám tang được cử hành ngày 20 tháng 4 cùng năm trong vòng thân mật tại nghĩa trang Les Bulvis, Rueil-Malmaison. 